# سوق النجد (مذيخرة)

تعديل مصدري - تعديل

سوق النجد هي إحدى قرى عزلة حليان بمديرية مذيخرة التابعة لمحافظة إب، بلغ تعداد سكانها 2090 نسمة حسب تعداد اليمن لعام 2004.